# Стів Бешеар
Стівен Лінн «Стів» Бешеар (англ. Steve Beshear; нар. 21 вересня 1944, Доусон-Спрінгс, Кентуккі) — американський політик, який представляє Демократичну партію. Губернатор Кентуккі (2007—2015).

## Біографія
Був третім з п'яти дітей меблевого торговця. Бешеар вивчав право в Університеті Кентуккі, з 1969 року служив в армії.
Наступного року він одружився з Джейн Клінгнер. Після одруження Бешер приєднався до християнської церкви Крествуд, яку відвідувала його дружина. Подружжя має двох синів, Джеффрі Скотта Бешера та Ендрю Грема Бешера (який є нинішнім губернатором Кентуккі), двох онуків і одну онуку.
У 1974 році він був обраний депутатом Палати представників штату Кентуккі, в 1979 році став його генеральним прокурором, а в 1983 році — віце-губернатором. У 1987 році Бешеар зазнав невдачі на губернаторських виборах, а в 1996 році — на сенатських. Йому довелося повернутися до юридичної практики. У листопаді 2007 року Бешеару, нарешті, вдалося зайняти губернаторську посаду. Після одруження Beshears переїхали до Нью-Йорка, де Стів працював в юридичній фірмі White & Case на Wall Street. Він також служив спеціалістом з розвідки в резерві армії Сполучених Штатів, виконуючи деякі обов'язки генерального судді-адвоката.
Бешеар продовжив свою юридичну практику в Стайтс і Харбісон після поразки від Макконнелла. У 2001 році фірма була найнята для представництва кредиторів у справі про банкрутство Уоллеса Вілкінсона, опонента Бешеара на губернаторських праймерізах 1987 року. Фірма також представляла чотирьох кредиторів Wallace's Bookstore, компанії, через яку Вілкінсон розбагатів. Уілкінсон безуспішно домагався відсторонення фірми від справи, посилаючись на потенційний конфлікт інтересів, що випливає з його старого політичного суперництва з Бешеаром. У 2002 році, через чотири місяці після смерті Вілкінсона, справа була остаточно вирішена.
18 грудня 2006 року Beeshear оголосив, що він буде вступити до губернаторської гонки 2007 року з лікарем небезпеки та державним сенатором Даніелем Монгіардо, як його запуск. Бешеар обіцяв повернути «цілісність» до офісу губернатора, ляпас сидячого губернатора Ерні Флетчер, який шукав переобрання, незважаючи на нещодавно укладене розслідування практики наймання його адміністрації, проведеної Демократичним адвокатом Green Greg Stumbo. У той час, єдиним іншим оголошеним демократичним кандидатам були Державний скарбник Джонатан Міллер та Гарлан підрядник Отіс Хенси, який лише запустив обмежену кампанію. До кінцевого терміну подання, перелік демократичних претендентів, щоб включити Луїсільський мільйонерський бізнесмен Брюс Лунсфорд, колишній лейтенантський губернатор Стів Генрі, спікер Кентуккі-Будинку представників Джоді Річардс, і багаторічний кандидатський вогник Галдр.